# Marcadet – Poissonniers
Marcadet – Poissonniers – stacja 4. i 12. linii metra  w Paryżu. Znajduje się w 18. dzielnicy Paryża. Na linii 4 stacja została otwarta 21 kwietnia 1908, a na linii 12 - 23 sierpnia 1916. W styczniu 2020 roku zamontowano automatyczne drzwi peronowe na platformach linii purpurowej.